# 华耀增
华耀增（1932年11月28日—2019年6月14日），男，祖籍浙江镇海，生于浙江临平，中国基督教牧师，曾任中国基督教三自爱国运动委员会副主席，上海市基督教教务委员会主席。